# Chase XCG-20
Le Chase XCG-20, aussi connu sous la désignation XG-20 et désigné par la compagnie MS-8 Avitruc, était un grand planeur militaire d'assaut américain, développé immédiatement après la Seconde Guerre mondiale par la Chase Aircraft Company (en) pour la United States Air Force (USAF).
Plus grand planeur jamais construit aux États-Unis, le XCG-20 n'entra jamais en production, en raison de changements dans les besoins de l'USAF. Toutefois, il fut lourdement modifié et permit à l'avion de transport bimoteur C-123 Provider de voir le jour. Ce dernier fut un appareil très réussi et fut utilisé de manière intensive pendant la guerre du Viêt Nam.

## Conception et développement
Après la fin de la Seconde Guerre mondiale, l'United States Army Air Forces — qui devint l'United States Air Force en 1947 — développa un besoin pour un nouveau modèle de planeur d'assaut de grande taille, afin de remplacer les modèles plus petits alors en service, ceux-ci ayant été déclarés comme obsolètes. Le nouveau planeur devait être entièrement construit en métal et devait également être facile à convertir en appareil doté d'une propulsion. Dans le cadre d'un programme de développement d'une durée de cinq ans, un contrat fut attribué en août 1946 à la Chase Aircraft Company à Trenton, dans l'état du New Jersey, pour la construction de deux modèles de planeurs. Le premier était un planeur de taille relativement modeste, désigné XCG-18A, et un plus grand — le modèle définitif —, désigné XCG-20.
Le XCG-20, redésigné XG-20 en 1948 avec l'établissement de l'USAF, fut le plus gros planeur jamais construit aux États-Unis, ainsi que le dernier « planeur de combat » conçu pour l'armée américaine. Il disposait d'une aile haute et d'un train d'atterrissage tricycle rétractable, avec un groupe auxiliaire de puissance (GAP, ou « APU » en anglais) apportant de l'énergie hydraulique aux mécanismes du train d'atterrissage et des volets. Le nez de l'appareil fut renforcé pour apporter une protection maximale aux pilotes dans l'éventualité d'un crash à l'atterrissage, ainsi que pour permettre d'appliquer la plus importante force de traction lors des remorquages. L'espace dédié à la charge mesurait 9,1 m de longueur pour 3,7 m et disposait d'une configuration innovante, l'arrière du fuselage étant incliné vers le haut et disposant d'une rampe de chargement intégrée. Ce système permettait aux véhicules d'être directement chargés et déchargés de l'appareil, réduisant de manière significative le temps pris par ces opérations.

## Histoire opérationnelle

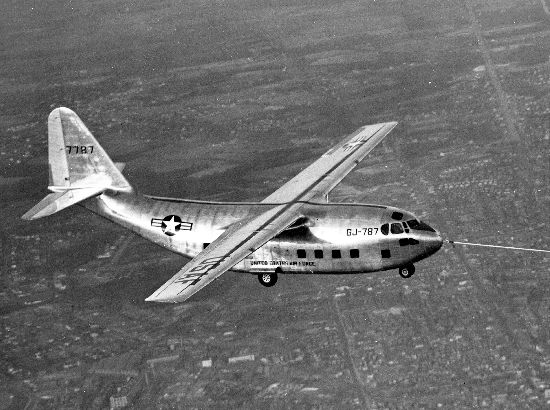
Le second XG-20 (s/n 47-787) pendant les essais en vol.

Bien que le premier prototype XG-20 ne prit jamais l'air en tant que planeur, le second prototype mena les premiers essais en vol du modèle en avril 1950. Après avoir été présenté au public à la base aérienne Pope (en) lors de l'exercice Swarmer (en) le même mois, le XG-20 fut soumis à d'intenses essais en vol, au cours desquels il fut évalué face à de nombreux autres modèles d'avions de transport à Eglin AFB, en Floride,. Bien qu'il n'ait présenté aucun défaut évident, le programme de tests démontra que le « planeur d'assaut motorisé » était égal au « véritable » planeur en matière de performances. Devenant alors obsolète, le planeur d'assaut tomba en disgrâce pour l'Air Force et le projet XG-20 fut annulé.
Toutefois, la compagnie Chase avait conçu l'appareil pour qu'il reçoive assez facilement des moteurs. Le premier exemplaire du XCG-20 avait déjà été modifié par l'ajout de deux moteurs en étoile, devenant le XC-123, le prototype de la famille d'avions de transport C-123 Provider ayant connu une longue période de service. Entre-temps, le second prototype XG-20 fut renvoyé à Chase Aircraft pour y recevoir deux nacelles contenant des turboréacteurs General Electric J47 jumelés, devenant alors le XC-123A, premier avion de transport à réaction construit aux États-Unis.

## Caractéristiques

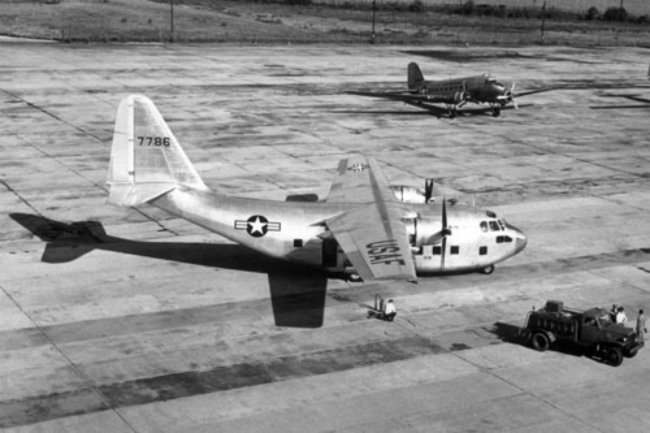
Le XC-123 (s/n 47-786), en 1949.

Données de C-123 Provider in Action.
Caractéristiques générales
- Équipage : 3 membres
- Longueur : 23,50 m
- Envergure : 33,53 m
- Hauteur : 10,31 m
- Surface alaire : 113,60 m2
- Profil : NACA 23017
- Masse maximale au décollage : 31 751 kg (limité à 18 000 kg par l'avion-remorqueur)

 Performances 